# DHL Supply Chain
DHL Supply Chain (do 2016 Exel) – brytyjskie przedsiębiorstwo logistyczne z siedzibą w Bracknell pod Londynem.
Przedsiębiorstwo działało w ponad stu krajach, a jego obroty w 2004 wyniosły ponad 6,2 miliarda funtów.
13 grudnia 2005 Deutsche Post World Net ogłosił zakończenie przejęcia spółki Exel plc, stając się tym samym największym na świecie przedsiębiorstwem logistycznym. Akcje spółki z chwilą przejęcia przestały być notowane na giełdzie w Londynie (London Stock Exchange).